# Sonho Meu
Sonho Meu é uma telenovela brasileira produzida e exibida pela TV Globo de 27 de setembro de 1993 a 13 de maio de 1994, em 197 capítulos. Substituindo Mulheres de Areia e sendo substituída por Tropicaliente.  Foi a 45ª "novela das seis" exibida pela emissora.
Escrita por Marcílio Moraes, com a colaboração de Margareth Boury e Maria Adelaide Amaral, sendo inspirada nas telenovelas escritas por Teixeira Filho: A Pequena Órfã (1968) da TV Excelsior e Ídolo de Pano (1974) da Rede Tupi. Contou com a supervisão de texto de Lauro César Muniz, além da direção de Reynaldo Boury, Roberto Naar e Marcelo Travesso e da direção geral e de núcleo de Boury.
Teve Patrícia França, Leonardo Vieira, Fábio Assunção, Isabela Garcia, Carolina Pavaneli,Walmor Chagas, Nívea Maria, Débora Duarte, Flávio Galvão, Eri Johnson, Carlos Alberto, José de Abreu, Yoná Magalhães, Elias Gleizer e Beatriz Segall nos papéis principais.

## Sinopse
Cláudia (Patrícia França), ao fugir do marido, o violento Geraldo (José de Abreu), perde a guarda da filha, Maria Carolina (Carolina Pavanelli), que fica sob os cuidados da tia impaciente, Elisa (Nívea Maria), que mantém a menina num orfanato. Maria Carolina acaba por fugir do orfanato e esconder-se na pequena e fictícia vila do Jardim das Flores, e, entre brincadeiras com amiguinhos de lá, esconde-se na casa do sr. Mazurgsky, o Tio Zé (Elias Gleizer), um velhinho bondoso que se encanta com a garotinha, que ele chama carinhosamente de "Laleska".
Enquanto isso, Cláudia se vê envolvida por dois irmãos que a disputam: o jovem médico Jorge (Fábio Assunção), que comanda os negócios da rica família Candeias de Sá, e Lucas (Leonardo Vieira), um mauricinho, que ganha o coração da moça. Paula (Beatriz Segall), a avó e grande matriarca, vê Cláudia como uma ameaça à paz em seu lar, ao se deparar com os desentendimentos dos dois netos. Ao se casar com Lucas, por quem é apaixonada, Cláudia tenta proteger a filha, mas é acusada de bigamia, e ainda tem que enfrentar a fúria de Jorge, que revela-se um homem neurótico e perigoso, além das armações de Geraldo e Elisa.

## Elenco
| Interprete            | Personagem                             |
| --------------------- | -------------------------------------- |
| Patrícia França       | Cláudia Lins                           |
| Leonardo Vieira       | Lucas Candeias de Sá                   |
| Fábio Assunção        | Jorge Candeias de Sá / Armando Freitas |
| Isabela Garcia        | Lúcia Guerra                           |
| Carolina Pavanelli    | Maria Carolina Lins Vieira (Laleska)   |
| Beatriz Segall        | Paula Candeias de Sá                   |
| Elias Gleizer         | Roman Mazursky (Tio Zé)                |
| Débora Duarte         | Mariana de Souza                       |
| José de Abreu         | Geraldo Vieira                         |
| Nívea Maria           | Elisa Magali Vieira                    |
| Eri Johnson           | Giácomo Madureira / Jayme (Pinta)      |
| Walmor Chagas         | Afrânio Guerra                         |
| Yoná Magalhães        | Magnólia Guerra                        |
| Flávio Galvão         | João Fontana                           |
| Françoise Forton      | Gilda Fontana                          |
| Jayme Periard         | William Ferraz                         |
| Carlos Alberto        | Luigi Fiappo                           |
| Cristina Mullins      | Márcia Barbosa                         |
| Priscila Camargo      | Polaca                                 |
| Daniela Camargo       | Francisca Fontana                      |
| Gisela Reimann        | Alice Carroll                          |
| Alexandre Lippiani    | Luís Ortega                            |
| Karina Mello          | Marília                                |
| Ângelo Paes Leme      | Santiago Fontana                       |
| Cláudia Scher         | Aída Coutinho                          |
| Mauro Mendonça        | Dr. Carlos Louzada                     |
| Naura Schneider       | Helena                                 |
| Tânia Loureiro        | Míriam                                 |
| Newton Martins        | Mercadoria                             |
| Jorge Cherques        | Ivan Nowak                             |
| Lina Fróes            | Dona Rosa                              |
| Cláudia Magno         | Josefina Machado                       |
| Bernadeth Lyzio       | Júlia                                  |
| Sérgio Fonta          | Bernardo Cunha                         |
| Mauro Gorini          | Feriado                                |
| Maria Nattari         | Iracema                                |
| Nedira Campos         | Ângela                                 |
| Renata Castro Barbosa | Carla                                  |
| Carmen Caroline       | Ximena                                 |
| Eduardo Caldas        | Francisco Nabuco (Chico)               |
| Beta Madruga          | Taboinha                               |
| Fabiano Miranda       | Nivaldo Antônio (Trigo)                |
| Luíza Curvo           | Ana Lúcia da Silva (Aninha)            |
| Marina Thompson       | Clara de Oliveira                      |
| Renato Pinheiro       | Carlos Alberto Ferraz (Cacá)           |
| Larissa Queiroz       | Bruna                                  |
| Jussara Calmon        | Raimunda                               |
| Mara Sandes           | Dra. Flávia                            |

### Participações especiais
| Interprete             | Personagem                                                |
| ---------------------- | --------------------------------------------------------- |
| Flávia Alessandra      | Inês Pereira Carvalho                                     |
| Mariane Ebert          | Irene Vaz                                                 |
| Monique Lafond         | Clarisse Vaz                                              |
| José Augusto Branco    | Aurélio Vaz                                               |
| Carlos Kroeber         | Abel Varela                                               |
| Myrian Pérsia          | Nilda Varela                                              |
| Cleyde Blota           | Verbena                                                   |
| Miguel Rosemberg       | Dr. José Osvaldo                                          |
| Hélio Ribeiro          | Delegado Juarez                                           |
| Agnes Fontoura         | Dirce (amiga de Paula)                                    |
| Aidée Miranda          | Aidée (amiga de Paula)                                    |
| Alexandre Salcedo      | Office boy do Dr. Langoni                                 |
| Alfredo Martins        | Mestre de Cerimônias que contrata Cláudia                 |
| Andréa Cavalcanti      | Amiga falsa de Cláudia para enganar Lucas                 |
| Andréa Stelzer         | Patrícia (enfermeira da clínica do Dr. Fontana)           |
| Anja Bittencourt       | Policial que escolta Maria Carolina quando Tio Zé é preso |
| Bianca Blonde          | Funcionária da Ludens                                     |
| Carlos Seidl           | Investigador auxiliar do delegado Juarez                  |
| Castro Gonzaga         | Giácomo Madureira (padrasto de Jaime)                     |
| Cecília Lage           | Gerente da churrascaria que emprega Cláudia no Rio        |
| Cesar Augusto          | Jardineiro da mansão Candeias de Sá                       |
| Cévio Cordeiro         | Juiz da guarda de Maria Carolina                          |
| Cláudia Wagner         | Tininha                                                   |
| Claudioney Penedo      | Carcereiro que escolta Lucas                              |
| D'Artagnan Junior      | Jornalista                                                |
| Dary Reis              | Machado (corretor de Jorge)                               |
| Eduardo Canuto         | Joel                                                      |
| Eduardo Paranhos       | Repórter                                                  |
| Fernanda Muniz         | Atendente na clínica do Dr. Fontana                       |
| Gilberto Porto         | Recepcionista do hotel de Lucas                           |
| Gilson Moura           | Aparecido (Cidão)                                         |
| Guilherme Corrêa       | Dono da loja de sapatos                                   |
| Ingrid Fridman         | Criança do orfanato de Fiappo                             |
| Jacyra Sampaio         | Dona Constância                                           |
| Jarbas Fontenelle      | Mauro (amigo de Francisca)                                |
| João Vieitas           | Delegado Oscar                                            |
| Jomba                  | Serafim (pescador que mora na praia)                      |
| Júlio Braga            | Amadeu Costa (Xará)                                       |
| Karla Nogueira         | Lídia (secretária da Ludens)                              |
| Kleber Drable          | Padre que casa Lucas e Cláudia                            |
| Lala Schneider         | Médica da junta que premia Jorge na Ópera de Arame        |
| Léo Wainer             | Ciro (amigo do casal Fontana)                             |
| Mário Faini            | Advogado Felipe                                           |
| Miriam Pires           | Cecília (diretora do orfanato que pega fogo)              |
| Miwa Yanagizawa        | Gueixa do bordel onde Lucas é dopado                      |
| Nardel Ramos           | Motorista de Cacá                                         |
| Nestor de Montemar     | Chef de cozinha da Magnólia                               |
| Orion Ximenes          | Garçom do Largo da Ordem                                  |
| Otacílio Coutinho      | Advogado de Guerra                                        |
| Pablo Sobral           | Canivete                                                  |
| Paschoal Villaboim     | Porteiro do prédio de Jorge                               |
| Paulo Cesar Grande     | Augusto (namorado de Márcia)                              |
| Paulo Leite            | Pai de Chico                                              |
| Paulo Rezende          | Caseiro de William                                        |
| Rafael Ponzi           | Irineu                                                    |
| Regiana Antonini       | Policial que leva Maria Carolina quando Tio Zé é preso    |
| Renato Neves           | Advogado de Tio Zé no Rio de Janeiro                      |
| Roberto Lopes          | Gogó                                                      |
| Rubem de Bem           | Investigador Meireles                                     |
| Ruthinéa de Moraes     | Alcinéia Madureira                                        |
| Sandra Barsotti        | Promoter que contrata Cláudia como dançarina              |
| Sérgio Mannarino       | Criança do orfanato de Fiappo                             |
| Stella Maria Rodrigues | Funcionária da creche de Maria Carolina no Rio            |
| Vanda Alves            | Funcionária do mercadinho na Rua das Flores               |
| Vicente Barcelos       | Zé Carlos (empresário amigo de William)                   |

## Produção, críticas e curiosidades
Marcílio Moraes escreveu Sonho Meu inspirando-se em duas telenovelas de Teixeira Filho e Carmen Lídia, A Pequena Órfã, sobre a amizade entre uma garotinha de um orfanato e um bondoso velhinho, que foram interpretados por Dionísio Azevedo e Patrícia Aires. Já de Ídolo de Pano, o autor retirou a disputa de dois irmãos pelo amor da mesma mulher, interpretados por Tony Ramos, Denis Carvalho e Elaine Cristina.
Lauro César Muniz, supervisor de texto, teve que antecipar a decisão de Cláudia de assumir seu romance com Lucas e enfrentar um processo judicial, devido ao público não aceitar a bigamia.
A novela foi ambientada em Curitiba, no Paraná, onde teve diversas cenas gravadas. Uma cidade cenográfica foi montada em 28 dias em Jacarepaguá, na zona oeste do Rio de Janeiro, que reproduzia detalhes da arquitetura de Curitiba.
Maria Adelaide Amaral passou a integrar o time de roteiristas a partir do capítulo 95, que foi ao ar em 14/01/1994, com a missão de aquecer a história e proporcionar reviravoltas que pudessem conter a queda de audiência. Por iniciativa de Lauro César Muniz e Marcílio Moraes, o trio instalou-se em um flat na cidade de São Paulo para analisar as mudanças que seriam feitas na novela.
O personagem Cacá estava previsto para ser interpretado pelo ator Sérgio Mannarino. Porém, devido a seu crescimento em poucos meses, de maneira acelerada, adquirindo aparência mais velha que a de seu personagem, acabou sendo substituído pelo ator Renato Pinheiro, que havia feito teste para trabalhar no filme Menino Maluquinho, a poucas semanas da estreia. O nome de Sérgio, porém, continuou a aparecer nos créditos da novela.
Primeira novela de Ângelo Paes Leme, que havia estreado no mesmo ano na minissérie Contos de Verão.
Patrícia França e Leonardo Vieira vinham do sucesso de seus personagens na primeira fase da novela Renascer, tendo sido convidados para formar novamente um casal romântico em Sonho Meu.
Último trabalho de Cláudia Magno, que faleceu durante a exibição da novela. A atriz deixou a produção já adoentada, vindo a falecer em 05/01/1994, aos 35 anos de idade, de insuficiência respiratória aguda (em decorrência de Aids).
Estava previsto na sinopse o envolvimento de Geraldo (José de Abreu) com a enfermeira Josefina (Cláudia Magno), que seria a responsável por uma conscientização da sua personalidade. Com o falecimento da atriz, Josefina desaparece da novela e Geraldo tem a sua vilania intensificada, vindo a passar por um processo de redenção somente nos momentos finais.
O argumento original também previa que Jorge fosse assassinado por Aída, por motivo passional, e esse desfecho chegou a ser gravado, em março de 1994, estando pronto para ir ao ar nos últimos capítulos. Tão logo se espalhou pela imprensa que Aída seria a assassina, o autor Marcílio Moraes decidiu alterar o desfecho contrariando a sinopse e, com isso, obteve autorização da Globo para gravar oito sequências de morte e confundir o público, cada uma delas com um criminoso diferente.
Por meio da personagem Maria Carolina (Carolina Pavanelli), que sofria de leucemia, a novela também abordou o tema da doação de sangue. A doença da menina propiciou a discussão sobre a qualidade do sangue, doação voluntária e AIDS.
Guilherme Arantes fez uma participação, no capítulo 155, no bar da Polaca cantando "Um Pouco Mais", tema presente na trilha nacional.
Os atores Yoná Magalhães e Carlos Alberto foram casados na vida real entre 1966 e 1972, época em que protagonizaram 5 novelas, sendo 4 na TV Globo e 1 na TV Tupi. Depois de 21 anos separados, Sonho Meu foi a única novela em que os dois estiveram presentes.
O encerramento da novela exibiu um show de José Augusto e Xuxa na Ópera de Arame, em Curitiba, cantando para uma plateia de crianças o tema de abertura "Querer é Poder". No palco, juntaram-se as crianças do elenco e os atores Leonardo Vieira, Patrícia França e Elias Gleizer.

## Exibição
Seria reprisada em meados de 2001 no Vale a Pena Ver De Novo, substituindo a fatídica reprise de Você Decide. Chamadas foram produzidas e exibidas em algumas afiliadas para anunciar a reestreia. Porém, temendo a forte concorrência com o seriado mexicano Chaves, a direção decidiu de última hora reprisar pela segunda vez A Gata Comeu, que fez a emissora recuperar a liderança no horário.
Foi reexibida na integra no Viva de 12 de julho de 2021 a 25 de fevereiro de 2022, substituindo Era uma Vez... e sendo substituída por O Beijo do Vampiro ao 12h40, com reprise às 1h20, sendo essa a sua única reexibição desde a estreia.

### Outras Mídias
Em 28 de março de 2022, foi disponibilizada na íntegra pelo Globoplay, como parte do Projeto Resgate.

### Exibição internacional
Sonho Meu foi exibida em vários países, como Argentina, Bolívia, Chile, Chipre, Costa Rica, Filipinas, Guatemala, Honduras, Indonésia, Jordânia, Malásia, Nicarágua, Síria, Líbano, Panamá, Paraguai, Peru, Polônia, Porto Rico, Portugal, República Dominicana, Rússia, Turquia, Ucrânia, Uruguai e Venezuela.

## Audiência
Segundo medições pelo método eletrônico do IBOPE, teve uma média geral de 44 pontos e uma média semanal recorde de 56 pontos, sendo essa a maior média semanal de uma novela das seis. e 63 pontos em seu final sendo assim a maior audiência do horário. 

## Trilha sonora

### Trilha sonora nacional
Capa: Patrícia França
1. "Bhaja Shiri Krishna" - Homem de Bem - Tema de Santiago
2. "Ando Meio Desligado" - Roupa Nova - Tema de Giácomo
3. "Melhores Dias" - Rita de Cássia - Tema de Mariana
4. "Todas as Ruas" - Orquestra Harmônicas de Curitiba - Tema de locação: Curitiba
5. "Frágil" (Cody's Song)- Guido Brunini
6. "Querer é Poder" - José Augusto e Xuxa - Tema de abertura
7. "O Preço de uma Vida" - Selma Reis- Tema de Cláudia
8. "Um Pouco Mais" - Guilherme Arantes- Tema de Francisca
9. "Vieste" - Ivan Lins - Tema de Lucas e Claudia
10. "Um Sonho Maior" - Danilo Caymmi - Tema de tio Zé
11. "Privação de Sentidos" - Watusi - Tema de Gilda
12. "Dançando Com Lágrimas Nos Olhos" - Orquestra e Coro RGE - Tema de Fiappo e Elisa

### Trilha sonora internacional
Capa: Leonardo Vieira
1. "What Is Love" - Haddaway - Tema de locação: Curitiba
2. "Under The Same Sun" - Scorpions - Tema de Gilda
3. "Mr. Vain" (Intense Radio Edit) - Culture Beat - Tema de Locação
4. "Right Here" (Human Nature Mix) - SWV - Tema da boate
5. "Show Me Love" - Robin S - Tema de locação: Curitiba
6. "Cryin'" - Aerosmith - Tema de Giácomo
7. "Living Without Your Love" - Rennie Ladd - Tema de William
8. "For Whom The Bell Tolls" - Bee Gees - Tema de Lucas e Cláudia
9. "Felicità" - Lucio Dalla - Tema de Paula
10. "More and More" - Captain Hollywood Project - Tema de Giácomo e Francisca
11. "Wild World" - Mr. Big - Tema romântico geral
12. "House Of Love" - Rupaul - Tema de Luís Ortega
13. "Con Los Años Que Me Quedan" - Gloria Estefan - Tema de Magnólia
14. "Don't Say Goodbye" - Oseas - Tema romântico geral